# C-4

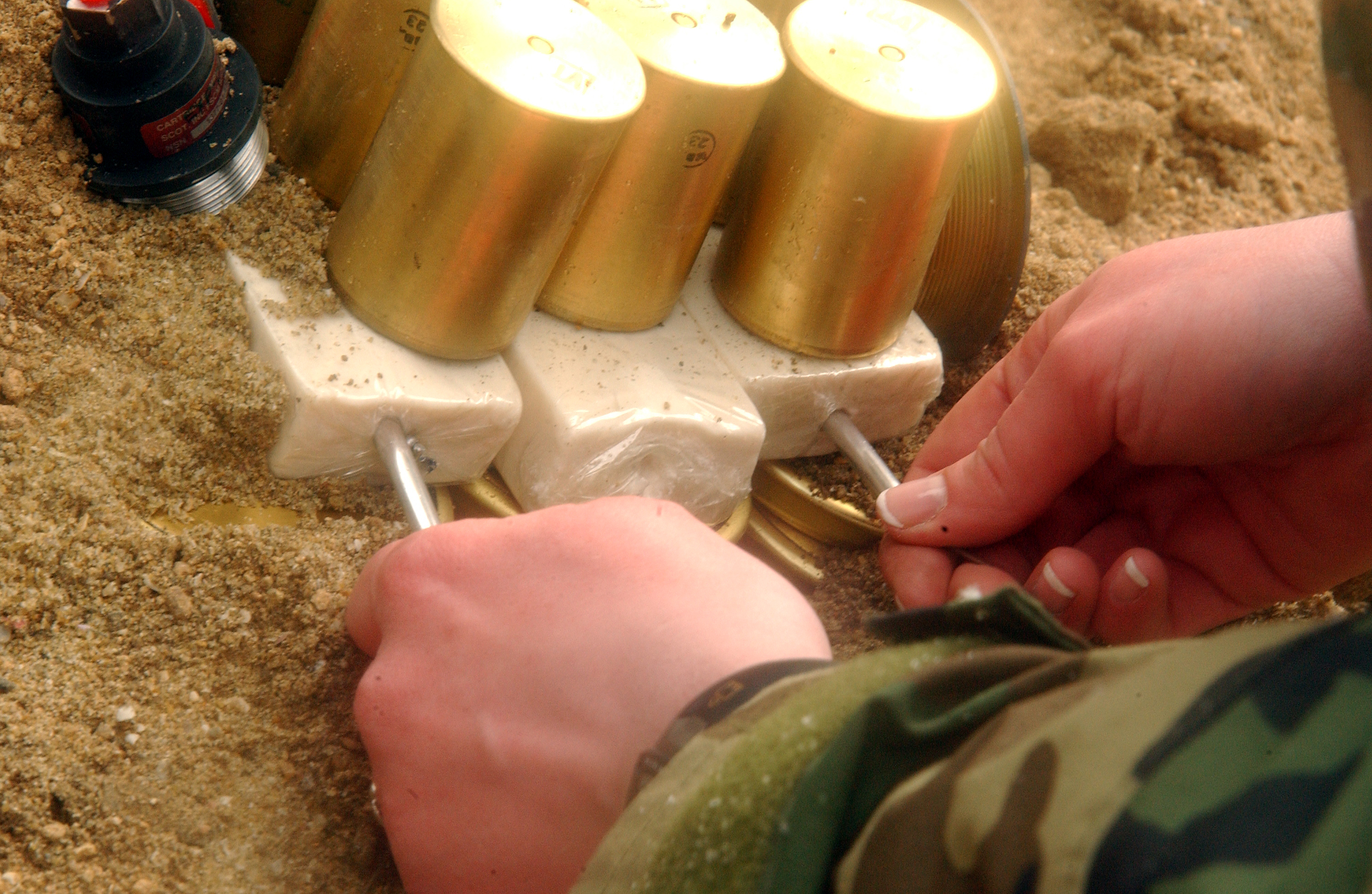
Inserció dels detonadors a un bloc de C-4.

El C-4 o Composition C-4 és una varietat comuna d'explosiu plàstic d'ús militar. El terme composition s'empra en anglès per a qualsevol explosiu estable, i les composition A i B en són variants conegudes.

## Composició i fabricació
El C-4 es compon d'explosiu, aglomerant plàstic, plastificant i, generalment, marcador o productes químics adjunts tals com 2,3-dimetil-2,3-dinitrobutà (DMDNB) per ajudar a detectar l'explosiu i a identificar la seva font. Com amb molts explosius plàstics, el material explosiu del C-4 és RDX (també conegut com a ciclonita o trinitaminaciclotrimetilè), que constitueix aproximadament el 91 % del pes del C-4. El plastificant és dietilhexil o el dioctil sebacat (5,3 %) i, l'aglomerant, és el polisobutilè (2,1 %). Un altre plastificant usat és el dioctil adipat (DOA). També s'hi agrega una petita quantitat d'oli de motor SAE 10 (1,6 %).
El C-4 detona amb una velocitat de 8.050 m/s i es fabrica combinant la mescla de RDX amb el conglomerant dissolt a un solvent. El solvent llavors, s'evapora, s'asseca i se'n filtra la mescla. El material final és un sòlid grisós amb una aparença semblant a l'argila.